# Бомбейське президентство
18°58′00″ пн. ш. 72°50′00″ сх. д. / 18.966667° пн. ш. 72.833333° сх. д.
Бомбейське президентство або провінція Бомбей, також звана Бомбей і Сінд (1843—1936), була адміністративним підрозділом (провінцією) Британської Індії зі столицею в місті, яке виникло над семи островами Бомбея. Перша материкова територія була придбана в регіоні Конкан за договором Бассейн (1802 р.). Літньою столицею був Махабалешвар.
Провінція Бомбей бере свій початок у місті Бомбей, яке було передано в оренду Ост-Індській компанії Королівською хартією від 27 березня 1668 року королем Англії Карлом II, який, у свою чергу, придбав Бомбей 11 травня 1661 року через королівське придане Катерини Браганзи за його шлюбним договором з португальською принцесою, дочкою Яна IV Португальського. У 1687 році Англійська Ост-Індська компанія перенесла свою штаб-квартиру до відносно безпечної гавані Бомбея в Західній Індії із Сурата в Камбейській затоці після того, як її було розграбовано. Через Закон Пітта про Індію після націоналізації Ост-Індської компанії провінція була передана під пряме правління разом з іншими частинами Британської Індії. Основні територіальні придбання були здійснені компанією після англо-маратхських війн, коли до 1818 року всі домініони Пешви та більша частина сфери впливу Геквада були поетапно приєднані до президентства Бомбею. Аден разом із Сокотрою був переданий Бомбею в 1839 році, Сінд був анексований компанією в 1843 році після перемоги над династією Талпур у битві при Гайдарабаді.
У найбільшому масштабі Бомбейська провінція включала сучасний штат Гуджарат, західні дві третини штату Махараштра, включаючи регіони Конкан, Деш і Кандеш, та північно-західний штат Карнатака в Індії; вона також включала пакистанську провінцію Сінд (1847—1935) та Аден в Ємені (1839—1932). Округи і провінції президентства перебували безпосередньо під британським правлінням, тоді як внутрішня адміністрація тубільних або князівських штатів перебувала в руках місцевих правителів. Президентство, однак, керувало обороною князівських штатів і відносинами Британії з ними через політичні органи. Бомбейське президентство разом з Бенгальським і Мадраським президентствами були трьома основними центрами британської влади в Південній Азії.

## Витоки

### Рання історія

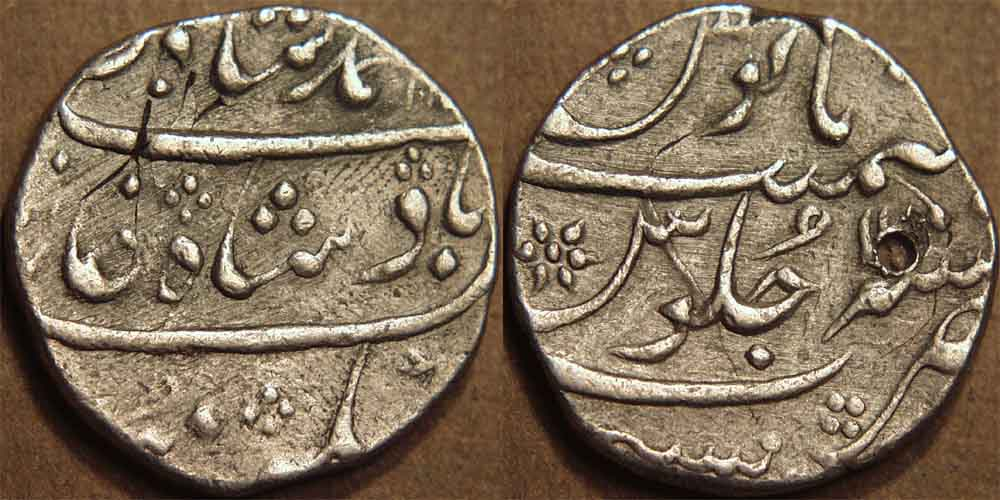
Срібна рупія президента Бомбея на ім'я імператора Великих Моголів Мухаммеда Шаха (правив у 1719—1748 рр.), викарбувана в Бомбеї в прибл. 1731. Більшість золотих і срібних монет президентства були в стилі Моголів.

Перше англійське поселення в Президентстві, відоме як Західне Президентство, було розпочато в 1618 році в Сураті в сучасному Гуджараті, коли Ост-Індська компанія заснувала фабрику, захищену грамотою, отриманою від імператора Великих Моголів Джахангіра. У 1626 році голландці та англійці зробили невдалу спробу отримати острів Бомбей у прибережному регіоні Конкан у Португалії, а в 1653 році були висунуті пропозиції щодо його купівлі у португальців. У 1661 році Бомбей був переданий Королівству Англія як частина приданого інфанти Катерини Браганси після її шлюбу з королем Карлом II. Придбання було оцінено в Англії так легковажно, і настільки невдалим було управління коронних офіцерів, що в 1668 році Бомбей був переданий Ост-Індській компанії за щорічну плату в 10 фунтів стерлінгів, і компанія заснувала там фабрику. Під час передачі повноваження щодо оборони острова та здійснення правосуддя були також надані компанії; був зарахований європейський полк1; і були зведені укріплення, яких у 1673 році виявилося достатніми, щоб утримати голландців від запланованої атаки. У міру зростання англійської торгівлі в Бомбеї Сурат (який був пограбований Шіваджі в 1670 році) почав відносний занепад. У 1687 році Бомбей став штаб-квартирою всіх володінь Ост-Індської компанії в Індії. Однак у 1753 році губернатор Бомбея став підпорядковуватися губернатору Калькутти.

### Територіальне розширення
У XVIII столітті імперія Маратхів швидко розширювалася, вимагаючи Конкан і більшу частину східного Гуджарату від Імперії Великих Моголів, що розпадалася. У західному Гуджараті, включаючи Катіавар і Катч, послаблення контролю Великих Моголів дозволило багатьом місцевим правителям створити фактично незалежні держави. Першим конфліктом між британцями та маратхами була Перша англо-маратхська війна, яка почалася в 1774 році і завершилася Салбайським договором 1782 року, за яким острів Салсетт, що примикав до острова Бомбей, був переданий британцям, а Бхаруч — відійшов маратхського володаря Скіндії. У 1800 році британці анексували Сурат. Британська територія була збільшена під час Другої англо-маратхської війни, яка закінчилася в 1803 році. Ост-Індська компанія отримала райони Бхаруч, Кайра тощо, а правителі Бароди Маратха Гаеквад визнали британський суверенітет.

## Історія

### Розширення

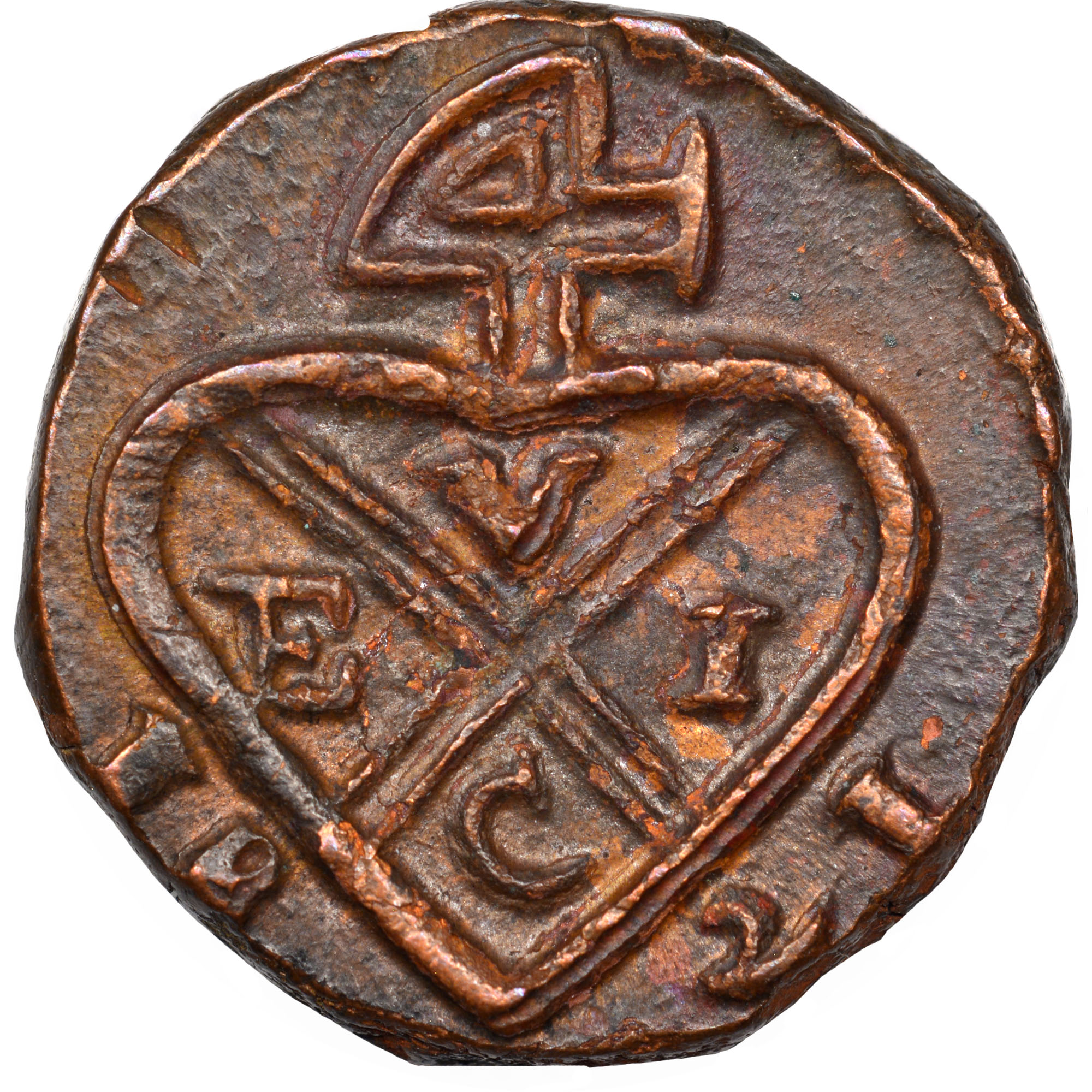
1 пайс (1/64 рупії) мідна монета президентства Бомбея 1821 року з позначкою «Об'єднана Ост-Індська компанія».

У 1803 році президентство Бомбею включало лише Салсетт, острови гавані (з 1774), Сурат і Банкот (з 1756); але між цією датою і 1827 роком сформувалася структура президентства. У 1805 році урядом Бомбея були захоплені райони Гуджаратута і розширені в 1818 році. Баджі Рао II, останній з пешв, який намагався скинути британське ярмо, зазнав поразки в битві при Хадкі, згодом полонений і відправлений у відставку (1817/1818). Він втратив значні частини своїх володінь (Пуна, Ахмеднагар, Насік, Солапур, Белгаум, Каладгі, Дхарвад тощо), які були включені до президентства, формування якого завершив Маунтстюарт Ельфінстон, губернатор з 1819 по 1827 роки. Його політика полягала в тому, щоб, наскільки це можливо, керувати рідною тубільцям мовою, уникаючи всіх змін, до яких населення ще не дозріло; але більш грубі зловживання старого режиму були припинені, країна була умиротворена, закони кодифіковані, а суди та школи були засновані.
Наступний період відзначився, головним чином, розширенням президентства за рахунок приєднання деяких корінних штатів — Адену (1839) і Сінду (1843), а також оренди Панч-Махалів у Сіндії (1853). У 1862 році Північна Канара була передана від президентства Мадраса до Бомбея, тоді як Південна Канара залишилася за Мадрасом.

### Вікторіанська епоха
У 1859 році, за умовами Прокламації королеви, виданої королевою Вікторією, президентство Бомбею разом з рештою Британської Індії перейшло під пряме правління Британської корони.
Генрі Бартл Фрер (1862—1867) був першим губернатором, призначеним Короною. Рада губернатора була реформована та розширена відповідно до Закону про індійські ради 1861 року, Закону про індійські ради 1892 року, Закону про індійські ради 1909 року, Закону про уряд Індії 1919 року та Закону про уряд Індії 1935 року.
Встановлення впорядкованого управління, одним із результатів якого було загальне падіння цін, що робило небажану регулярність збору податків подвійно небажаною, природно, викликало певну кількість побоювань і обурення; але в цілому населення було процвітаючим і задоволеним, і за правління лорда Елфінстона (1853—1860) президентство пройшло через кризу повстання 1857 року без загального повстання. Спалахи серед військ у Карачі, Ахмедабаді та Колхапурі були швидко придушені, два полки були розформовані, а повстання в Гуджараті, серед бхілів і в південній країні маратхів були локальними та поодинокими. За правління сера Бартла Фрера сільськогосподарське процвітання досягло найвищої точки в результаті громадянської війни в США та, як наслідок, величезного попиту на індійську бавовну в Європі. Гроші, влиті таким чином у країну, спричинили епідемію спекуляцій, відому як Манія акцій (1864—1865), яка закінчилася комерційною кризою та крахом Бомбейського банку (1866). Але загалом селянство виграло більше, ніж втратило, і торгівля Бомбею не постраждала остаточно. Сер Бартл Фрер заохочував добудову великих магістральних ліній залізниць, і на кошти, отримані від знесення міських стін (1862), він розпочав чудову серію громадських будівель, які зараз прикрашають Бомбей (Мумбаї).
У цей період частина президентства Бомбей була спустошена двома великими голодами: Великим голодом 1876-78 років та Індійським голодом 1896-97 років.

### Дівархія (1920–37)
Реформи Монтегю-Челмсфорда 1919 року в Британській Індії, прийняті в 1921 році, розширили Законодавчу раду за рахунок більшої кількості обраних індійських членів і запровадили принцип двовладдя, згідно з яким певні обов'язки, зокрема сільське господарство, охорона здоров'я, освіта та місцеве самоврядування, були передані обраним. міністрів. Однак такі важливі портфелі, як фінанси, поліція та іригація, були зарезервовані за членами виконавчої ради губернатора. Деякі з видатних індійських членів Виконавчої ради були Чіманлал Харілал Сеталвад, Р. П. Паранджп'є, Гулам Хусейн Гідаятулла, Алі Мухаммад Хан Дехлаві, Рафіуддін Ахмед, Сіддаппа Тотаппа Камблі, Шах Наваз Бхутто та сер Ковасджі Джехангір.
У 1932 році Аден був відділений від Бомбея і став окремою провінцією, а Сінд став окремою провінцією 1 квітня 1936 року.

### Провінційна автономія

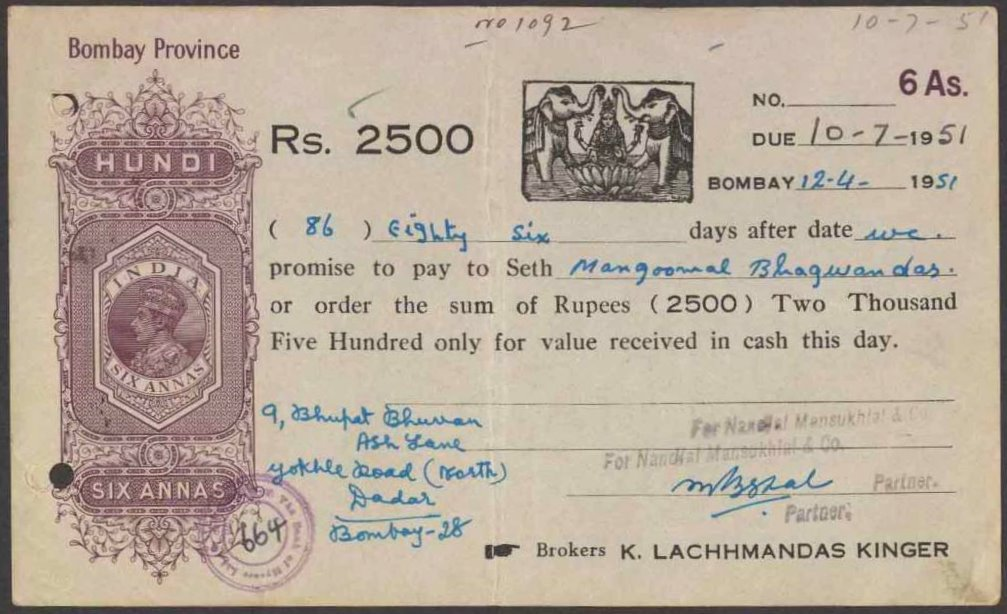
Хунді 1951 року випуску з Бомбею.

Акт про державний лад Індії 1935 року перетворив президентство Бомбея на звичайну провінцію, а Сінд — окрему провінцію, відносини з княжою державою Хайпур якою керує Сінд. Він розширив виборний законодавчий орган провінції та розширив автономію провінції по відношенню до центрального уряду. На виборах 1937 року Індійський національний конгрес переміг на виборах у Бомбеї, але відмовився формувати уряд. Губернатор сер Джордж Ллойд запросив сера Дханджиша Купера сформувати тимчасове міністерство, до якого приєдналися Джамнадас Мехта з Локашахі Свараджя Пакша (Демократична партія Свараджя), сер Сіддаппа Т. Камблі з Небрахманської партії та Хусеналі Рахімтула з мусульманської ліги.
| Міністр            | Портфель                                    |
| ------------------ | ------------------------------------------- |
| Дханджішах Купер   | Головний міністр внутрішніх справ і генерал |
| Джамнадас Мехта    | Доходи та фінанси                           |
| Сіддаппа Камблі    | Освіта, акцизи та сільське господарство     |
| Хусеналі Рахімтула | Місцеве самоврядування                      |

Міністерство Купера тривало недовго, і міністр Конгресу під керівництвом Б. Г. Кера був приведений до присяги.
Рада Міністрів у Кабінеті Кера:
| Міністр                            | Портфель                                              |
| ---------------------------------- | ----------------------------------------------------- |
| Б. Г. Хер                          | Прем'єр-міністр, політика та послуги, освіта та праця |
| К. М. Мунші                        | Дім і право                                           |
| Анна Бабаджі Лате                  | Фінанси                                               |
| Мораджі Десаї                      | Дохід, сільське господарство, ліси та кооперативи     |
| Доктор Манчерша Дханджибхой Гілдер | Охорона здоров'я та акцизи                            |
| Махмад Ясін Нуріє                  | Громадські роботи                                     |
| Лаксман Мадхав Патіл               | Галузі промисловості та місцеве самоврядування        |

У 1939 році всі міністерства Конгресу в провінціях британських індіанців пішли у відставку, і Бомбей був переданий під владу губернатора.

### Останні дні британського панування
Після закінчення Другої світової війни Індійський національний конгрес знову увійшов у політику та виграв вибори 1946 року під керівництвом Кхера, якого знову було обрано головним міністром. Коли Індія отримала незалежність 15 серпня 1947 року, Бомбейське президентство стало штатом Бомбей, і Кхер продовжував бути головним міністром штату до 1952 року.

### Після здобуття незалежності
У 1947 році провінція Бомбей стала частиною домініону Індії. Коли 26 січня 1950 року, коли Індія стала першою республікою в Співдружності націй, провінції було замінено штатами, коли Конституція Індії набула чинності, провінція Бомбей стала штатом Бомбей, штатом Частини А.

## Географія

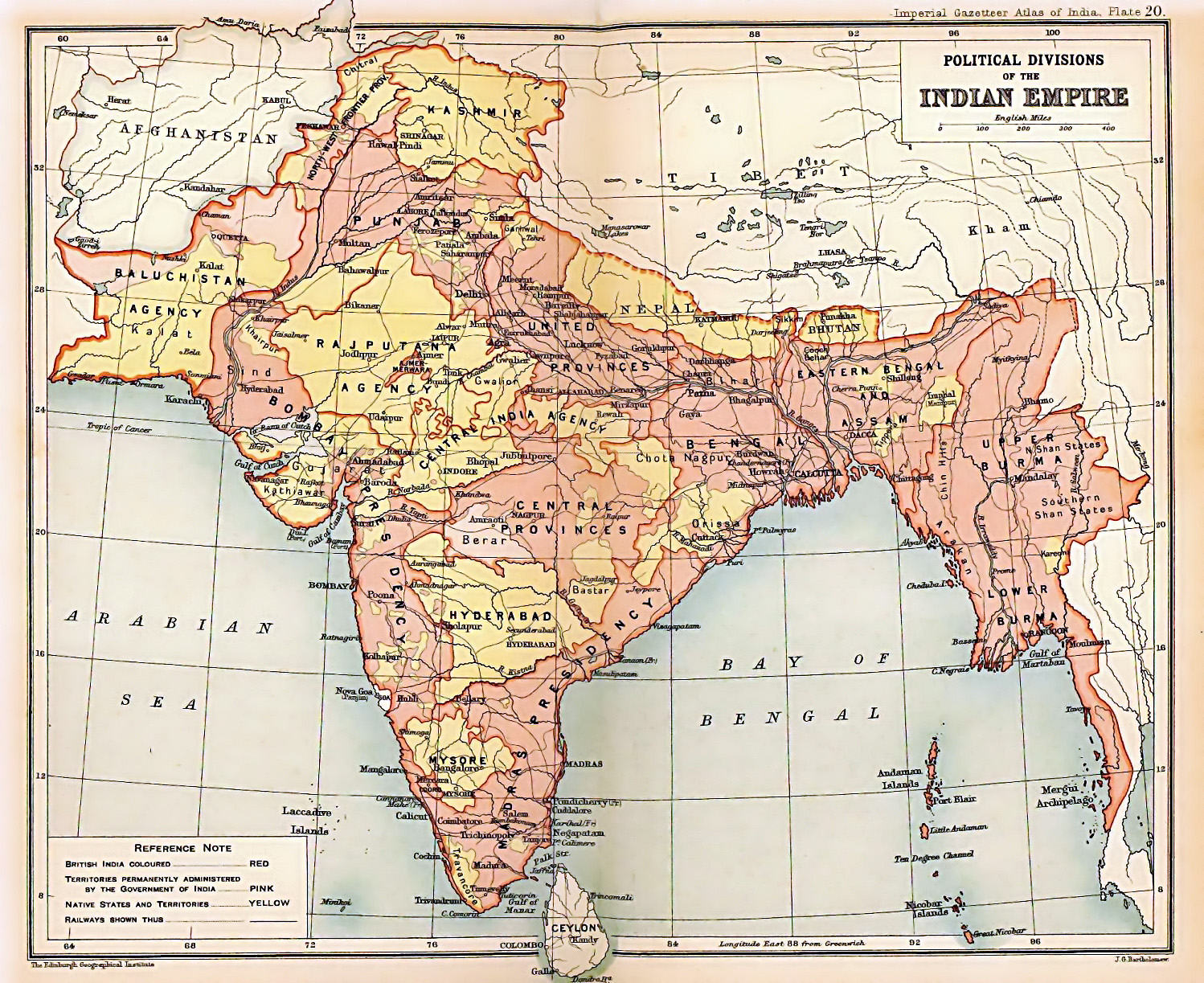
Карта Британської Індійської імперії 1909 року, на якій зображено Британську Індію двома відтінками рожевого, а княжі держави жовтим.

Територія президента Бомбею була обмежена на півночі Белуджистаном, Пенджабом і Раджпутаною; на сході — Індауром, Центральними провінціями та Гайдарабадом; на півдні — Мадраським президентством та королівством Майсур; а на заході омивається Аравійським морем. У цих межах були португальські поселення Гоа, Даман і Діу, а також корінний штат Барода, який має прямі стосунки з урядом Індії; в той час як політично Бомбей включав територію Адена в сучасному Ємені. Загальна площа, включаючи Сінд, але без Адена, становила 188 745 миля2 (488 850 км2), з яких 122 984 миля2 (318 530 км2) перебували під британським правлінням, а 65 761 — під корінним правлінням. Загальна кількість населення становила 25 468 209 осіб у 1901 році, з яких 18 515 587 проживали на британській території, а 6 908 648 — у корінних штатах.

## Демографія
Бомбейське президентство мало велике та різноманітне населення. Перепис 1901 року дав 25 468 209 осіб. За релігією населення становило 19 916 438 індуїстів, 4 567 295 мусульман, 535 950 джайнів, 78 552 парсів та іранців-зороастрійців і приблизно 200 000 християн. Також у регіоні були присутня значна кількість євреїв бене Ізраїль та євреї-парадесі, більшість з яких в 1948 році емігрували після розділу Палестини та створення єврейської батьківщини (Британський мандат Палестина) в Ізраїлі.
Після того, як халіфат арабського сунітського походження завоював Сінд у VIII столітті, іслам став тут домінуючою релігією. У Гуджараті переважною релігією залишався індуїзм, хоча Султанат Гузерат залишив свій вплив і відбиток у північних частинах провінції. Регіон Декан є домом для маратхів, які становили 30 % населення. Регіон Конкан був домом для різноманітних християнських меншин і громад Конкані з XVI століття, через колоніальну еру португальців у Гоа та Бомбей-Басейні. У той час як у районі Бельгаума Карнатського регіону лінгаятизм, індуїстський реформаторський рух, що датується ХІІ століттям, був прийнятий майже 45 % населення. Маратхи були переважною кастою, яка налічувала 3 650 000 (1901), 1 900 000 кунбі та інші 350 000 конкані, а ще 1 400 000 маратхів не вказано.
Основними мовами провінції були сіндхі в Сінді, гуджараті в північній частині, маратхі в Конкані та центральній частині, гуджараті та маратхі в Бароді, Західній Індії та Державному агентстві Гуджарату, а також маратхі та канаресе в південній частині. Вживалися також бхільський (120 тис.) і циганський (30 тис.) діалекти.

## Адміністрація

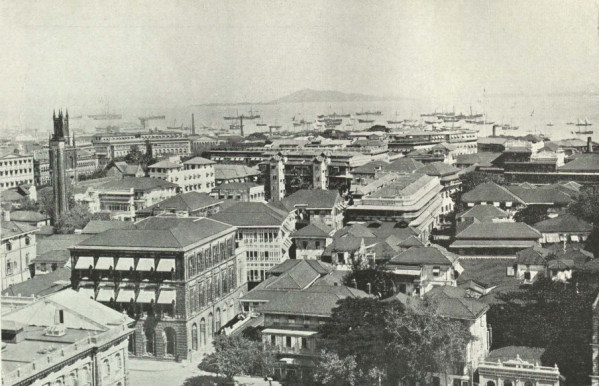
Вид на Бомбей з вежі Раджабай (прибл. 1905)

Територія президента була поділена на чотири комісарати та двадцять чотири округи зі столицею в місті Бомбей. Чотири відділи: Сінд, північний або Гуджарат, центральний або Декан і південний або Карнатичний.
| Поділ              | Штаб дивізії | Райони                                                                                  | Княжі держави                                                                     |      |        |                                                                           |         |
| ------------------ | ------------ | --------------------------------------------------------------------------------------- | --------------------------------------------------------------------------------- | ---- | ------ | ------------------------------------------------------------------------- | ------- |
| Поділ              | Штаб дивізії | Райони                                                                                  | Княжі держави                                                                     | Сінд | Карачі | Гайдарабад, Карачі, Ларкана, Суккур, Тар і Паркар, кордон Верхнього Сінда | Хайрпур |
| Північна дивізія   | Ахмедабад    | Ахмадабад, Бхарух, Данг, Кайра, Панч Махал, Сурат                                       | Княжі штати Агентства штатів Барода та Гуджарат і Агентства штатів Західної Індії |      |        |                                                                           |         |
| Центральний відділ | Пуна         | Ахмеднагар, Бомбей-Сіті, Колаба, Кхандеш, Насік, Пуна, Ратнагірі, Сатара, Шолапур, Тана | Державне агентство Декана                                                         |      |        |                                                                           |         |
| Південний відділ   | Дхарвад      | Белгаум, Біджапур, Дарвад, Північна Канара                                              |                                                                                   |      |        |                                                                           |         |

Урядом Бомбея керував радний губернатор, який складався з губернатора як президента та двох звичайних членів. Губернатор був призначений британською короною за порадою державного секретаря у справах Індії. Члени його ради були призначені з індійської державної служби. Для прийняття законів існувала законодавча рада, що складалася з губернатора та його виконавчої ради, а також деяких інших осіб, не менше восьми або більше двадцяти, принаймні половина з них були неофіційними. Кожен із членів виконавчої ради мав у своєму віданні один або два відділи уряду; і кожен відділ мав секретаря, заступника секретаря та помічника секретаря з численним штатом клерків. Відправлення правосуддя на всій території Президентства здійснювалося Високим судом у Бомбеї, що складався з головного судді та семи суддів puisne, а також окружних і помічників суддів у всіх округах Президентства.
Кожним із чотирьох підрозділів керував старший офіцер державної служби Індії (ICS) у ранзі комісара, тоді як округами керував окружний колектор (офіційно названий заступником комісара). Округи були далі поділені на підрозділи, кожен під керівництвом заступника збирача або помічника збирача, кожен підрозділ складався з кількох талаків або техсилів, кожним з яких керував тахсільдар.

## Військо
Ост-Індська компанія зібрала армії в кожному з президентств, Бомбеї, Бенгалії та Мадрасі. Бомбейська армія складалася з ряду піхотних полків, саперних і мінерних підрозділів і іррегулярної кавалерії. Деякі з них продовжують існувати сьогодні в індійській армії; прикладами є Махарський полк, легка піхота Марати та гренадери, серед інших, у випадку піхоти, бомбейські сапери та кінь Пуна серед кавалерії.
За реорганізацією індійської армії лорда Кітченера в 1904 році старе Бомбейське командування було скасовано, а його місце зайняв Західний армійський корпус під керівництвом генерал-лейтенанта. Армійський корпус поділявся на три дивізії під командуванням генерал-майорів. 4-та дивізія (Кветта) зі штабом у Кветті включала війська в районах Кветта та Сінд. 5-та дивізія зі штабом у Мхові складалася з трьох бригад, розташованих у Насірабаді, Джабалпурі та Джхансі, і включала попередні райони Мхоу, Діса, Нагпур, Нармада та Бунделкханд, а також район Бомбей на північ від Тапті. 6-та дивізія зі штабом у Пуні складалася з трьох бригад, розташованих у Бомбеї, Ахмеднагарі та Адені. Він включав попередній район Пуна, район Бомбей на південь від Тапті, район Белгаум на північ від Тунгабхадра, а також райони Дхарвар і Аурангабад.

## Сільське господарство
Переважна більшість населення Бомбея була сільською та займалася сільським господарством. Основними культурами були сорго (джовар) і перлове просо (байра) у Декані та Хандеш. Основним продуктом Конкана був рис. Пшениця, яка зазвичай вирощується в північній частині президентства, але особливо в Сінді та Гуджараті, у великих кількостях експортувалася до Європи з Карачі та в менших масштабах з Бомбею. Ячмінь в основному вирощували в північних районах президентства. Пшоно пальців (начані) і кодра постачали їжу племенам коліс, бхілс, варалі та іншим гірським племенам. З бобових найбільш важливими є нут або бенгальський грам (Cicer arietinum), голубий горох або тур (Cajanus cajan), катджанг або культі (Vigna unguiculata cylindrica) і квасоля (Vigna mungo). Основними олійними культурами були кунжут або тіль (Sesamum indicum), гірчиця, рицина, сафлор і лляне насіння. З волокон найбільш важливими були бавовна, конопля (Hibiscus cannabinus) і тег (Crotalaria juncea). Багато було зроблено для покращення бавовни президентства. Американські сорти були впроваджені з великою перевагою в колекторі Дхарвад та інших частинах південної країни Маратха. У Кхандеші місцева рослина, від якої отримав назву один із найнижчих класів бавовни на бомбейському ринку, була майже повністю витіснена вищим сортом Хінгангхат. Різноманітні культури: цукрова тростина, що вимагає багатого ґрунту та постійного запасу води та вирощується лише у сприятливих місцях, перець чилі, картопля, куркума та тютюн.

## Промисловість
Основною галуззю промисловості правління Бомбея було вирощування бавовни. Наприкінці ХІХ століття парові млини виникли в Бомбеї, Ахмедабаді та Хандеші. У 1905 році в президентстві було 432 фабрики, з яких значно більша кількість була зайнята підготовкою та виробництвом бавовни. Промисловість зосереджена в Бомбеї, де розташовано майже дві третини заводів. Протягом десятиліття 1891—1901 рр. млинарська промисловість пережила період депресії через поширену чуму та голод, але в цілому відбулося помітне розширення торгівлі, а також значне покращення класу вироблених товарів. Окрім млинів, у провінції було (1901) 178 000 ткачів ручних верстатів, які досі займають власну позицію в обробці малюнків, вплетених у полотно. Шовкові вироби виготовляли в Ахмедабаді, Сураті, Йолі, Насіку, Тані та Бомбеї, матеріал прикрашали друкованими або тканими малюнками; конкуренція з боку європейських товарів спричинила занепад шовкової промисловості на початку ХХ століття. Звичай вкладати заощадження в золоті та срібні прикраси дав роботу багатьом золотим майстрам: метал зазвичай постачався замовником, а золотий майстер брав плату за свою працю. Ахмедабад і Сурат славляться різьбленням по дереву. Багато будинків у Ахмедабаді вкриті складним різьбленням по дереву, і чудові приклади є в Броачі, Бароді, Сураті, Насіку та Йолі. Сіль вироблялася у великих кількостях на державних підприємствах у Харагоді та Уду в Ахмедабаді та експортувалася залізницею до Гуджарату та центральної Індії. У Дапурі біля Пуни була одна пивоварня.

## Транспорт

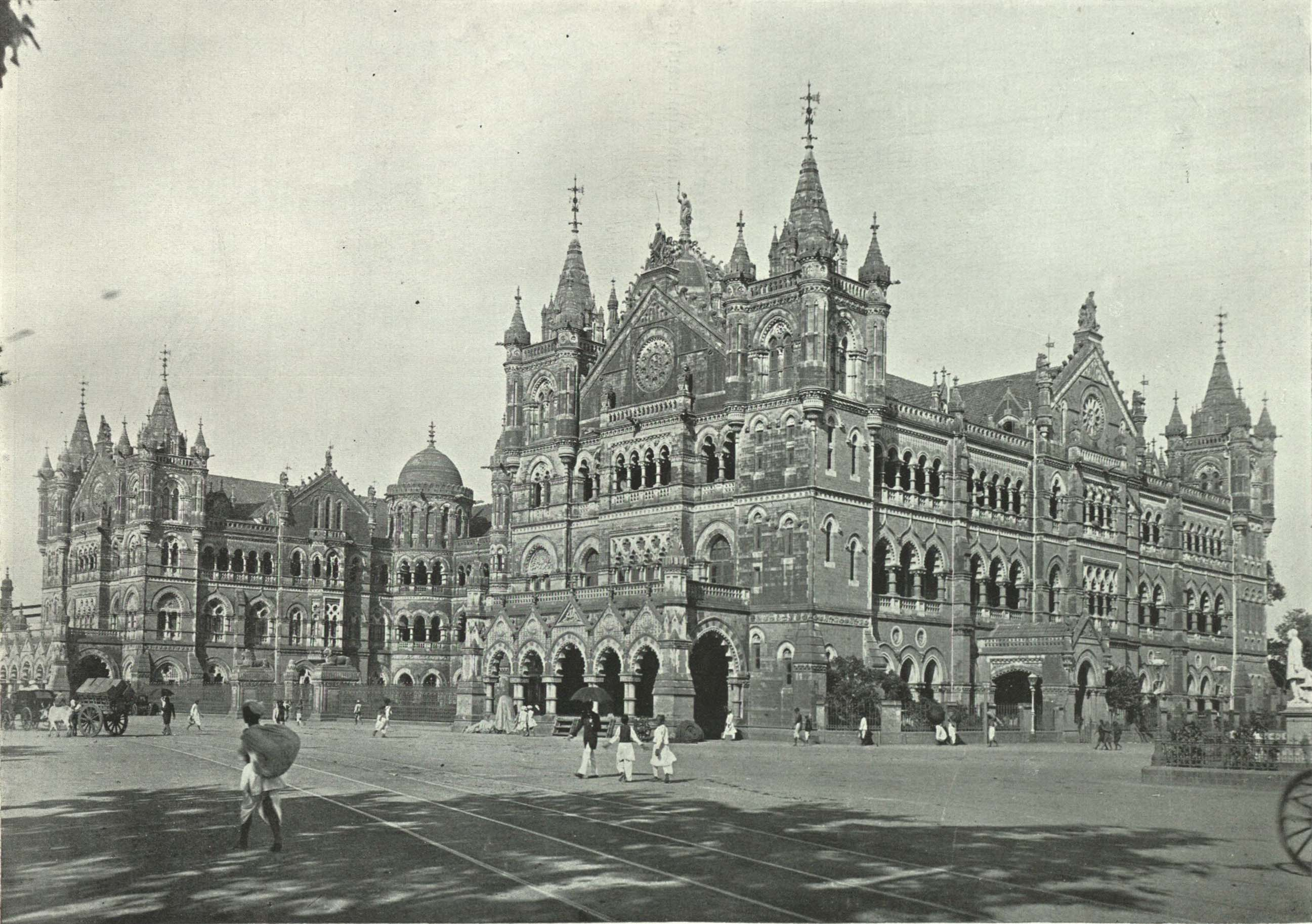
Залізничний вокзал Вікторія Термінус, прибл. 1905 рік.

Провінція була добре забезпечена залізницями, які, за одним винятком, були зосереджені в Бомбей-Сіті. Виняток становить північно-західна лінія, яка входить в Сінд з Пенджабу і закінчується в Карачі. Іншими головними лініями є Великий Індійський півострів, Індійський Мідленд, Бомбей, Барода та Центральна Індія, а також системи Раджпутана, Малва та Південна Махратта. У 1905 році загальна довжина залізниці під керівництвом бомбейського уряду, відкритої для руху, становила 7 980 миль (12 840 км), яка не включала залізничну систему Сінда.

## Освіта

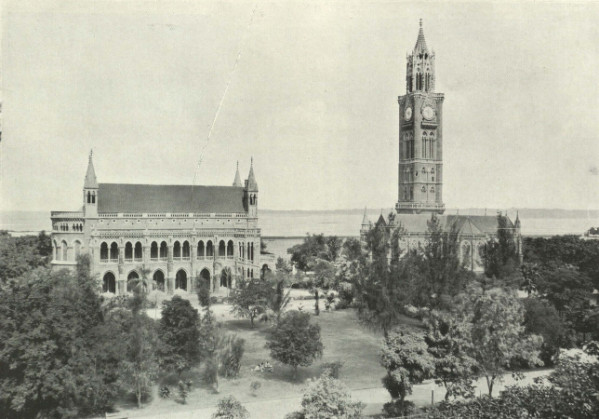
Університетська зала та вежа Раджабай, приблизно 1905 рік

Бомбейський університет був заснований у 1857 році і мав адміністрацію, що складалася з ректора, проректора та стипендіатів. Губернатор Бомбею був канцлером за посадою. Відділ освіти підпорядковувався директору народної освіти, який відповідав за управління відділом відповідно до загальної освітньої політики держави. Корінні штати загалом прийняли державну систему. Штати Барода та Катіавар найняли власних інспекторів. У 1905 році загальна кількість навчальних закладів становила 10 194, в яких навчався 593 431 учень. Було десять мистецьких коледжів, з яких два управлялися урядом, три — місцевими штатами, а п'ять — під приватним управлінням. Саме в 1913 році був заснований перший коледж торгівлі в Азії Сиденхемський коледж. Сіндська медична школа, медична школа в Хайдарабаді, Сінд була заснована в 1881 році та була філією Бомбейського університету. За переписом 1901 з 25,5 млн населення майже 24 млн були неписьменними.

## Кіноіндустрія
Кажуть, що епоха кіновиробництва почалася в Бомбеї з 1913 року. Перший фільм, Раджа Харішчандра Дадасахеба Пхалке, знятий у 1912 році, було вперше публічно показано 3 травня 1913 року в кінотеатрі «Коронація» в Мумбаї, фактично знаменуючи початок індійської кіноіндустрії. Приблизно рік тому Рамчандра Гопал (відомий як Дадасахеб Торне) зняв сценічну драму під назвою Пундалік і показав її в тому ж кінотеатрі. Однак заслуга створення першого індійського художнього фільму приписується Дадасахебу Пхалке.
Іншими продюсерами в Бомбеї в період президентства були Сохраб Моді, Хіманшу Рай, В. Шантарам, Шашадхар Мукерджі та Ардешир Ірані. З тих пір, як відбулося виробництво фільмів, почалася тенденція створення фільмів, яка утвердилася та розвивалася далі, що призвело до формування кіноіндустрії та нових кіновиробничих компаній, а також студій.

## Резиденції
Крім президентства, численні малі князівства, такі як Катіавар і Махіканта, потрапили під сюзеренітет Великої Британії в системі допоміжних альянсів між 1807 і 1820 роками.
Корінні штати зрештою складалися з 353 окремих одиниць, якими керували власні князі, а британці відповідали за їхні зовнішні справи. Відносинами між Британською Індією та штатами керували британські агенти, розміщені у головних столицях країни; їхній точний статус різнився в різних державах відповідно до відносин, у яких князівства перебували з верховною владою.
Основними групами держав були Північний Гуджарат, що включає Катч, Катіавар, Паланпур, Махі Канта, Амбліара Рева Канта та Камбей; Південний Гуджарат, що включає Дхарампур, Бансду та Сачін; Північний Конкан, Насік і Хандеш, агентства Хандеш, Сургана і Джавхар; Південний Конкан і Дхарвар, що включає Джанджіру, Савантваді та Саванур, а також території під управлінням Деканських країн, включаючи Декан Сатара Джагірс, Ічалкаранджі, Санглі Аккалкот, Бхор, Аунд, Фалтан, Джат і Дафалапур, південні штати Маратхи, що включають Колхапур, серед інших штатів, і Хайрпур у Сінді. Корінні штати під «наглядом» уряду Бомбея історично та географічно поділялися на дві основні групи. Північна або Гуджаратська група включає території Гаеквада Бароди з меншими штатами, які утворюють адміністративний поділ Катч, Паланпур, Рева Канта та Махі Канта. Ці території, за винятком Катча, мають історичний зв'язок, оскільки були союзниками або притоками Геквада до 1805 року, коли між цим принцом і британським урядом було укладено остаточні зобов'язання. Південна або маратхська група включає Колхапур, Акалкот, Савантварі, а також Сатару та південну Махратту Джагірів, і має історичні зв'язки союзу в дружбі, яку вони продемонстрували британцям у їхній останній боротьбі з владою пешви до 1818 року. Решту територій можна зручно розділити на невелике скупчення незалежних заміндарі, розташованих у диких і горбистих районах на північному кінці хребта Сах'ядрі, і певні князівства, які через свою історію чи географічне положення певною мірою ізольовані від решти президентства.
Штат Барода (Вадодара), одна з резиденцій Британської Індії, був об'єднаний у 1930-х роках з резиденціями княжих штатів (агентств) північного Бомбея, щоб сформувати Агентство штатів Барода та Гуджарат, а згодом розширено в Барода, Західна Індія і Агентство штату Гуджарат у 1944 році.